# Channel 7
Channel 7 HD aussi connu sous le nom BBTV Channel 7, est une chaîne de télévision thaïlandaise, il a été officiellement lancé le 27 novembre 1967 après avoir été acquis par l'Armée royale thaïlandaise.